# 체이스 스토크스
체이스 스토크스(영어: Chase Stokes, 1992년 9월 16일 ~ )는 미국의 배우이다.